# Herb Robertson

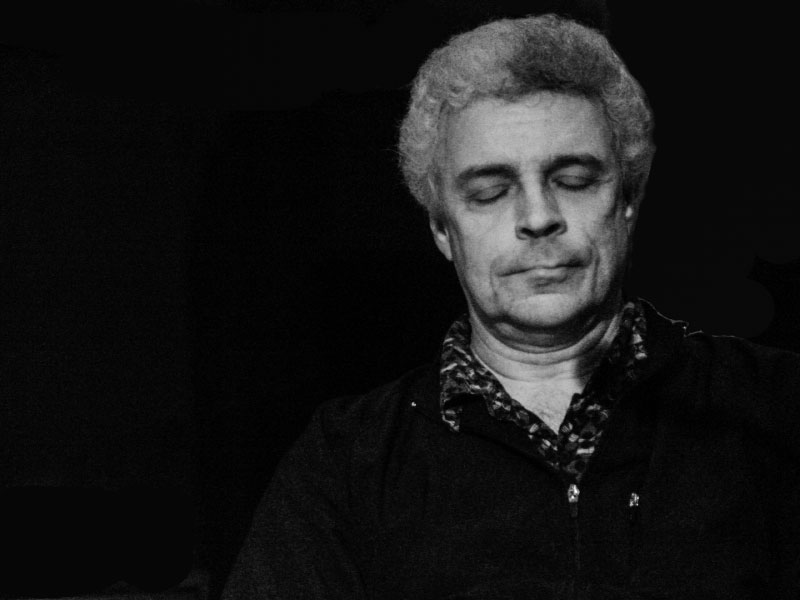
Herb Robertson (2008)

Clarence „Herb“ Robertson (* 21. Februar 1951 in Piscataway , New Jersey; † 10. Dezember 2024) war ein US-amerikanischer Jazztrompeter und Flügelhornist.

## Leben und Wirken
Robertson spielte neben Trompete auch Taschentrompete, Kornett, Ventilposaune und Flügelhorn. Er war seit den 1980ern ein wichtiges Mitglied der New Yorker Downtown-Szene. Zunächst fiel er als Teil der Band Chaos Totale von Tim Berne durch seine unberechenbaren, flatterhaft scheinenden und doch stets stimmigen Beiträge auf. Er nahm eine Reihe von Alben unter eigenem Namen auf, darunter Shades of Bud Powell des Herb Robertson Brass Ensemble. Er zeichnete sich durch eine gründliche Beherrschung traditioneller und erweiterter Techniken mit einer ungeheuren Fantasie aus.
In Deutschland bekannt wurde er durch seine Hauptrolle in dem auf Schallplatte aufgenommenen Jazzmärchen Die kleine Trompete von Stefan F. Winter. Er gehörte zu den Bands von Harvey Sorgen & Steve Rust, der Fonda/Stevens Group, dem Barry Guy New Orchestra und dem Quartett von Gerry Hemingway und arbeitete auch mit Charlie Haden, Mark Helias, David Sanborn, Marc Ducret und Bobby Previte zusammen.

## Diskographische Hinweise

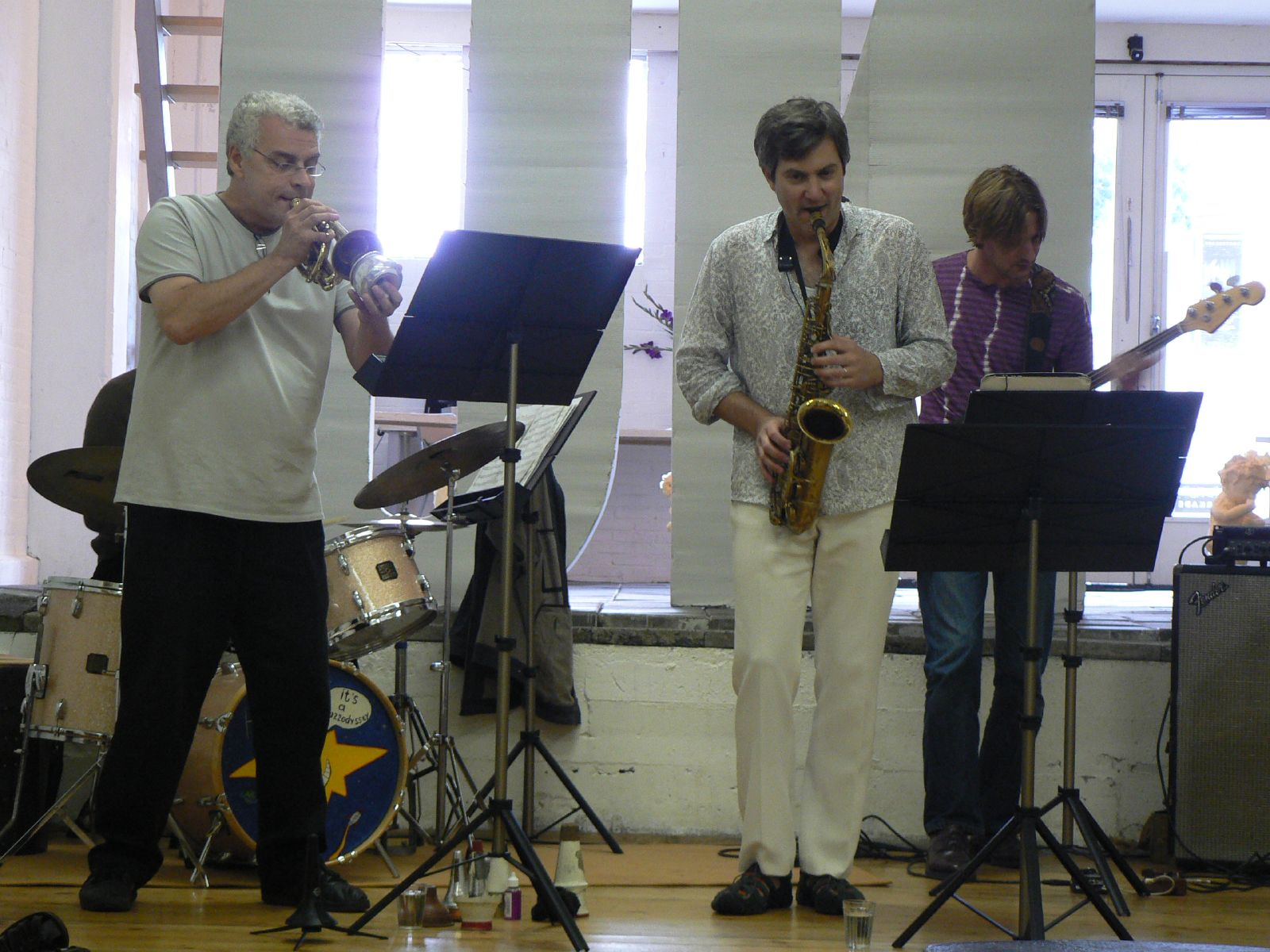
Herb Robertson (links, 2006)

- Transparency (Winter & Winter, 1988) mit Tim Berne, Bill Frisell, Lindsey Horner, Joey Baron
- X-Cerpts: Live at Willisau (JMT, 1987) mit Tim Berne, Gust Tsilis, Lindsey Horner, Joey Baron
- Shades of Bud Powell (JMT, 1988) mit Brian Lynch, Robin Eubanks, Vincent Chancey, Bob Stewart, Joey Baron
- Certified (JMT, 1991) mit Dave Taylor, Mack Goldsbury, Ed Schuller, Phil Haynes
- Sound Implosion (CIMP, 1996) mit Dominic Duval, Jay Rosen
- Brooklyn-Berlin (CIMP, 2000) mit Vinny Golia, Ned Rothenberg, Ken Filiano, Phil Haynes
- Herb Robertson & Phil Haynes: Ritual (CIMP, 2000)
- Herb Robertson NY Downtown Allstars: Elaboration (Clean Feed, 2005) mit Tim Berne, Sylvie Courvoisier, Mark Dresser, Tom Rainey
- Herb Robertson and the Space Cadets: Sketches from the Other Side, for A. I. (2006)
- Frank Gratkowski, Herb Robertson, Simon Nabatov, Dieter Manderscheid: Celebrations (Leo Records, 2007)
- Parallelisms (Ruby Flower Records, 2007), mit Evan Parker, Agustí Fernández
- Herb Robertson NY Downtown Allstars: Real Aberration (2007)
- The MacroQuarktet: The Complete Night: Live at the Stone NYC (Out of Your Head, 2007/2020)
- 100nka & Herb Robertson: Superdesert (Not Two Records, 2009), mit Adam Stodolski, Przemek Borowiecki, Tomek Leś
- Herb Robertson, Dave Kaczorowski, Adrian Valosin: Party Enders (Not Two Records, 2012)
- Harvey Sorgen, Herb Robertson, Steve Rust: Rumble Seat (Not Two Records, 2012)
- Mark Solborg, Herb Robertson: Tuesday Prayers (Live) (ILK Music, 2016)